# Nickende Kragenblume
Die Nickende Kragenblume (Carpesium cernuum) ist eine Pflanzenart innerhalb der Familie der Korbblütler (Asteraceae). Sie ist in der Alten Welt weit verbreitet.

## Beschreibung
Die Nickende Kragenblume wächst als ausdauernde krautige Pflanze und erreicht Wuchshöhen von meist 50 bis 80 (20 bis zu 100) cm. Der aufrechte und abstehend behaarte Stängel ist oben sparrig bis reich verzweigt. Die unteren Laubblätter sind gestielt, die oberen am Stängel sitzend. Die weiche Blattspreite ist oval bis lanzettlich mit unregelmäßig wellig gezähnten oder entfernt schwach gezähnten Blattrand. Die Blattunterseite ist kurz behaart und die Blattoberseite manchmal fast kahl.
In China reicht die Blütezeit von Juni bis August. Die endständigen, nickenden körbchenförmigen Blütenstände weisen einen Durchmesser von 10 bis 25 mm auf. Sie sind mit verschieden großen, abstehenden bis zurückgebogenen, laubblattartigen Hüllblättern umgeben. Die Blütenkörbchen enthalten nur, kompakt angeordnete Röhrenblüten, Zungenblüten fehlen. Die gelblich-grünen Röhrenblüten sind alle von gleicher Gestalt.
Die schmalen, bis zu 4 mm langen Achänen besitzen keinen Pappus, sind längsrinnig und enden in einem kurzen Schnabel von einer Länge von 0,5 mm mit typisch wulstiger, drüsig-klebriger Oberfläche. Die Früchte reifen in China zwischen September und Oktober.
Die Chromosomenzahl beträgt 2n = 40.

## Vorkommen
Die Nickende Kragenblume ist im Mittelmeerraum von Südeuropa bis Vorderasien (Kaukasus) beheimatet. Auf dem asiatischen Kontinent sind Fundorte bekannt in Russland, Afghanistan, Pakistan, Indien, China, Korea und Vietnam. In Australasien kommt sie in Indonesien, auf den Philippinen, auf Taiwan, Japan, Papua-Neuguinea und Australien vor. In China kommt sie in den Provinzen Anhui, Fujian, Gansu, Guangdong, Guangxi, Guizhou, Hebei, Henan, Hubei, Hunan, Jiangsu, Jiangxi, Jilin, Liaoning, Shaanxi, Shandong, Shanxi, Sichuan, Xizang, Yunnan sowie Zhejiang vor. In Deutschland gilt sie als ausgestorben. In der Schweiz und in Österreich kommt sie vor.
Diese wärmeliebende Pflanze gedeiht in der tieferen Hügelstufe. Sie bevorzugt frische, nährstoffreiche, schattige bis lichte Wälder und Gebüsche. In der Schweiz gedeiht sie in Gebüschen, Waldlichtungen und schattigen Wegrändern in den kollinen bis montanen Höhenstufen. Nach Oberdorfer ist sie ein submediterranes Florenelement und kommt in Gesellschaften des Verbands Alliarion vor. In China gedeiht sie auf Ödland und an Berghängen in Höhenlagen meist unterhalb von 2900, selten bis zu 3400 Meter.

### Ehemalige Vorkommen
Nach Hepp 1956 sind die ehemaligen Wuchsorte erloschen. Sie kam nur an Salzach, Inn und Donau vor. In der Roten Liste Bayern 2003 wird der Gefährdungsgrad als „ausgestorben“ bewertet.

### Neufund
2019 kam es zu einem Wiederfund im Landkreis Rottal/Inn, Niederbayern. Damit ist Carpesium cernuum als „vom Aussterben bedroht“ in Deutschland zu betrachten.

## Taxonomie
Die Erstveröffentlichung von Carpesium cernuum erfolgte 1753 durch Carl von Linné in Species Plantarum. Ein Synonym für Carpesium cernuum L. ist Carpesium spathiforme Hosokawa. Auch die Synonyme Carpesium ciliatum, Carpesium pedunculosum und Carpesium pubescens (Wallich, Numer. List, nos. 3214, 3200, 3199. 1831) gehören hierher, sie sind aber nicht gültig veröffentlicht (nomina nuda: Vienna Code, Art. 32.1(d)).